# Stipagrostis seelyae
Stipagrostis seelyae är en gräsart som beskrevs av De Winter. Stipagrostis seelyae ingår i släktet Stipagrostis och familjen gräs. Inga underarter finns listade i Catalogue of Life.